# Kulebakskij rajon
Il Kulebakskij rajon (in russo Кулебакский район?) era un distretto (rajon) dell'oblast' di Nižnij Novgorod, nella Russia europea, con capoluogo Kulebaki. Dal 2015 è stato trasformato in circondario urbano della città di Kulebaki (Городской округ город Кулебаки, Gorodskoj okrug della città di Kulebaki).